# Wikimedia
Wikimedia-stiftelsen (engelsk Wikimedia Foundation) er en paraplyorganisation for Wikipedia, Wiktionary, Wikiquote, Wikibooks, med flere. Det er en non-profit organisation organiseret under gældende lov i Florida, USA. Stiftelsen blev officielt annonceret af direktøren for Bomis og medgrundlægger af Wikipedia Jimmy Wales den 20. juni 2003. Navnet "Wikimedia" blev første gang brugt af Sheldon Rampton i en e-mail på postlisten WikiEN-l, og domænenavnet wikimedia.org blev sikret til stiftelsen af Daniel Mayer, en af Wikipedias meget aktive medforfattere.
Målet med stiftelsen er at stimulere væksten og udviklingen i Wiki-baserede projekter med åbent indhold og at sørge for at det komplette indhold af disse projekter af tilgængeligt for offentligheden, gratis og uden reklamer. I tillæg til at sørge for den allerede meget aktive encyklopædi på mange sprog ved navn Wikipedia, så er der også en ordbog ved navn Wiktionary, en encyklopædi af citater ved navn Wikiquote og en samling af e-bøger der henvender sig til studerende ved navn Wikibooks. Stiftelsen tager sig også af det næsten døde Nupedia-projekt (det er ikke en wiki, men det er åbent indhold).
Med annonceringen af stiftelsen, overførte Wales også ejerskabet af alle Wikipedia-, Wiktionary- og Nupedia-domænenavne til Wikimedia sammen med ophavsretten til alt materiale i forbindelse med projekterne, der er lavet af ansatte på Bomis eller af Wales selv. De computere, der bruges til at køre alle Wikimedia-projekterne, er også doneret til stiftelsen af Wales. Desuden har mange bidragsydere til Wikipedia doneret penge til indkøb af ekstra udstyr, når Wikipedias stigende popularitet har nødvendiggjort det.
Wales har tidligere ved flere lejligheder nævnt at båndbredde og strøm fortsat vil blive sponsoreret gratis af Bomis til disse projekter. 
Der har været omfattende diskussioner om, hvordan en bestyrelse skal sammensættes, og hvilke beføjelser den skal have. Det er ikke helt klart hvordan dette vil indvirke på Wikimedia og alle projekterne.

## Chapters
Wikimedia-projekterne har et global mål. For at fortsætte denne succes på et organisatorisk niveau opbygger Wikimedia et internationalt netværk af tilknyttede organisationer.
Lokale chapters er selvstændige foreninger, der har samme mål som Wikimedia Foundation og støtter dem indenfor en specificeret geografisk region. De støtter Wikimedia, Wikimedia-fællesskabet og Wikimedia-projekterne på forskellige måder  — bl.a. ved at indsamle midler, organisere lokale events og projekter samt at sprede Wikimedias budskab: Frit indhold og wikikulturen.
Lokale chapters er selvstændige foreninger uden juridisk kontrol med og ansvar for Wikimedia Foundations hjemmesider og vice versa.
| Område         | Titel                     | URL                                                         | Siden              |
| -------------- | ------------------------- | ----------------------------------------------------------- | ------------------ |
| Argentina      | Wikimedia Argentina       | www.wikimedia.org.ar                                        | 1. september 2007  |
| Australien     | Wikimedia Australia       | www.wikimedia.org.au                                        | 1. marts 2008      |
| Østrig         | Wikimedia Österreich      | www.wikimedia.at                                            | 26. februar 2008   |
| Tjekkiet       | Wikimedia Česká republika | www.wikimedia.cz                                            | 6. marts 2008      |
| Danmark        | Wikimedia Danmark         | www.wikimedia.dk                                            | 3. juli 2009       |
| Frankrig       | Wikimédia France          | www.wikimedia.fr                                            | 23. oktober 2004   |
| Tyskland       | Wikimedia Deutschland     | www.wikimedia.de                                            | 13. juni 2004      |
| Hong Kong      | 香港維基媒體協會          | www.wikimedia.hk Arkiveret 8. juli 2013 hos Wayback Machine | 1. marts 2008      |
| Ungarn         | Wikimédia Magyarország    | wiki.media.hu                                               | 27. september 2008 |
| Indonesien     | Wikimedia Indonesia       | wikimedia.or.id                                             | 7. oktober 2008    |
| Israel         | Wikimedia Israel          | il.wikimedia.org                                            | 26. juni 2007      |
| Italien        | Wikimedia Italia          | www.wikimedia.it                                            | 17. juni 2005      |
| Nederlandene   | Wikimedia Nederland       | nl.wikimedia.org                                            | 27. marts 2006     |
| Norge          | Wikimedia Norge           | https://no.wikimedia.org/                                   | 23. juni 2007      |
| Polen          | Wikimedia Polska          | pl.wikimedia.org                                            | 18. november 2005  |
| Portugal       | Wikimedia Portugal        |                                                             | 3. juli 2009       |
| Rusland        | Викимедиа РУ              | wikimedia.ru                                                | 24. maj 2008       |
| Serbien        | Wikimedia Србије          | rs.wikimedia.org                                            | 3. december 2005   |
| Sverige        | Wikimedia Sverige         | se.wikimedia.org                                            | 11. december 2007  |
| Schweiz        | Wikimedia CH              | www.wikimedia.ch                                            | 14. maj 2006       |
| Kina           | 中華民國維基媒體協會      | www.wikimedia.tw                                            | 4. juli 2007       |
| Ukraine        | Вікімедіа Україна         | www.wikimedia.org.ua (Webside ikke længere tilgængelig)     | 3. juli 2009       |
| United Kingdom | Wikimedia UK              | uk.wikimedia.org                                            | 12. januar 2009    |
| New York       | Wikimedia New York City   | nyc.wikimedia.org                                           | 12. januar 2009    |

## Direktører
- Sue Gardner 2007 - 2014
- Lila Tretikov 2014 - 2016
- Katherine Maher 2016 -